# Preding
Preding è un comune austriaco di 1 728 abitanti nel distretto di Deutschlandsberg, in Stiria; ha lo status di comune mercato (Marktgemeinde).